# Nodame Cantabile
Nodame Cantabile (Japans: のだめカンタービレ, Hepburn: Nodame Kantābire) is een Japanse mangaserie geschreven en geïllustreerd door Tomoko Ninomiya. Het werd in Japan door Kodansha geserialiseerd in het josei manga-magazine Kiss van juli 2001 tot oktober 2009 en verzameld in 23 tankōbon-volumes. Een vervolg in twee delen, genaamd Nodame Cantabile: Encore Opera Chapter, die in het december 2009 nummer van Kiss in serie verscheen, werd uitgebracht in 2010. In 2016 werd een one-shot-epilooghoofdstuk gepubliceerd in de editie van april van Kiss. Het werd in Noord-Amerika in licentie gegeven door Del Rey Manga. De serie toont de relatie tussen twee aspirant klassieke muzikanten, Megumi "Nodame" Noda en Shinichi Chiaki, als universiteitsstudenten en na het afstuderen.
De serie is bewerkt als vier verschillende televisieseries: als een bekroond Japans live-action-drama dat werd uitgezonden in 2006, gevolgd door een vervolg televisiespecial die werd uitgezonden in januari 2008, als een anime-serie die uit drie seizoenen bestond met de eerste uitzending in 2007, het tweede seizoen in 2008 en de derde in 2010. Twee live-action-filmsequels als Japanse televisiedrama, met dezelfde acteurs, werden geproduceerd met releasedata van 18 december 2009 en april 2010. Daarnaast zijn er verschillende soundtrackalbums met klassieke muziek uitgebracht, evenals drie computerspellen. Een Zuid-Koreaanse live-action-adaptatie werd in 2014 uitgezonden op KBS.
De serie heeft momenteel 37 miljoen exemplaren in omloop en is daarmee de best verkopende josei-manga in de geschiedenis. Het kreeg in 2004 de Kodansha Manga Award voor beste shōjo-manga.

## Verhaal
Shinichi Chiaki, een arrogante, meertalige perfectionist, is de topstudent van het Momogaoka College of Music en heeft geheime ambities om dirigent te worden. Hij is geboren in een muzikale familie, is getalenteerd in piano en viool en woonde als kleine jongen ooit in het buitenland in de muziekhoofdsteden van de wereld (o.a. Praag), maar zit vast in Japan vanwege zijn jeugdfobie voor vliegtuigen en de oceaan. Megumi Noda, of "Nodame", is daarentegen een pianostudente bij Momogaoka, berucht om haar rommeligheid en excentrieke gedrag. Ondanks haar grote talent speelt Nodame liever op gehoor dan volgens de partituur; ze wordt dan ook beschouwd als slordig en speels.
Als ze elkaar toevallig ontmoeten, wordt Nodame al snel verliefd, maar het duurt veel langer voordat Chiaki Nodame's ongewone kwaliteiten begint te waarderen. Hun relatie zorgt ervoor dat ze zich allebei ontwikkelen en groeien. Onderweg ontmoeten ze een aantal eigenaardige mensen (zoals Masumi, Mine en Stresemann) en sluiten ze blijvende vriendschappen. Dankzij Nodame krijgt Chiaki de kans om een studentenorkest te leiden en begint ze een bredere waardering te krijgen voor de muzikale capaciteiten van mensen. Door Chiaki ziet Nodame haar angsten onder ogen en doet mee aan een pianowedstrijd. Er ontstaan kansen als beiden risico's beginnen te nemen en zich veel meer inspannen dan ze ooit voor mogelijk hadden gehouden.
Na haar afstuderen slaagt Nodame erin Chiaki van zijn fobieën te genezen en verhuizen ze beiden naar Parijs, waar Nodame haar pianostudie voortzet aan het Conservatoire de Paris terwijl Chiaki een professionele carrière als dirigent begint. In Europa ontmoeten ze nieuwe vrienden en rivalen en houden ze contact met hun vrienden uit Japan.

## Ontwikkeling
Tomoko Ninomiya baseerde het personage van Megumi Noda op een levensechte tegenhanger met dezelfde naam. Ninomiya hoorde voor het eerst over de echte Noda toen deze laatste, destijds een muziekstudente, een foto van haar rommelige kamer plaatste op een website die Ninomiya beheerde. Dit inspireerde haar om een comedyserie te beginnen over een slordige muziekstudente. Ninomiya overlegt met Noda over muzikale details, beweert inspiratie van haar te krijgen, en bedankt Noda in de dankbetuigingen van elk tankōbon-deel van Nodame Cantabile. Noda, momenteel pianolerares in Fukuoka (de woonplaats van haar fictieve tegenhanger), componeerde de muziek en schreef (samen met Ninomiya) de tekst voor de "Fart Song" dat Nodame speelt in de eerste aflevering van de animeserie, en bezocht Ninomiya bij de geboorte van haar zoon.
Ninomiya baseerde ook het personage van James DePreist, de muzikaal directeur van het fictieve Roux-Marlet Orkest in Parijs, op een levensechte tegenhanger met dezelfde naam. James DePreist was permanent dirigent van het Tokyo Metropolitan Symphony Orchestra, en dirigeerde het Nodame Orchestra, dat de muziek verzorgde voor zowel het liveaction dramaserie als de anime adaptaties.

## Media

### Manga
De Nodame Cantabile manga werd geschreven en geïllustreerd door Tomoko Ninomiya. Het werd geserialiseerd door Kodansha in het tweewekelijkse josei (gericht op jong volwassen vrouwen) manga magazine Kiss van 10 juli 2001, tot 10 oktober 2009. De titelloze hoofdstukken werden verzameld in 23 tankōbon volumes. Het werd gelicenseerd in Noord-Amerika door Del Rey Manga, die 16 van de 23 volumes uitbracht. In 2016 kondigde Kodansha USA aan dat ze de rechten op de serie voor digitale release hadden gekregen. Het is gelicentieerd in Frankrijk door Pika Édition, in Zuid-Korea door Daiwon C.I., in Thailand door NED Comics, in Indonesië door Elex Media Komputindo, en in Taiwan door Tong Li Comics. Op alle covers van de delen staat Nodame afgebeeld met een muziekinstrument.
Vanaf mei 2008 veranderde de Japanse serie van tweewekelijks naar maandelijks vanwege Ninomiya's zwangerschap. Vanaf oktober 2008 werd een pauze ingelast na de geboorte van haar zoon en Ninomiya's daaropvolgende diagnose van CTS, maar werd hervat met de uitgave van Kiss op 10 maart 2009 met een onregelmatig schema afhankelijk van haar verdere herstel. In juni 2009 werd de serie opnieuw onderbroken toen Ninomiya in het ziekenhuis werd opgenomen met een acute blindedarmontsteking. De serie werd hervat in het nummer van 25 juli. In juli 2009 berichtte Asahi Shimbun dat de manga zou eindigen in de lente van 2010, samenvallend met de release van de laatste liveaction film. De serie eindigde echter met hoofdstuk 136 op 10 oktober 2009.
Vanaf eind 2009 verscheen in hetzelfde tijdschrift een vervolg getiteld Nodame Cantabile - Encore Opera Chapter. Het eindigde in september 2010. De nummering van de delen volgt direct de oorspronkelijke serie, dus ze begonnen bij deel 24.
Op 25 februari 2016 publiceerde Ninomiya in de april 2016 editie van Kiss, een one-shot dat zich vijf jaar na de laatste aflevering afspeelt, het is beschreven als een laatste coda van Nodame en Chiaki's verhaal.

### Liveaction-serie
Nodame Cantabile is bewerkt tot een liveaction dramaserie dat van 16 oktober tot 25 december 2006 in 11 afleveringen van een uur werd uitgezonden op Fuji TV en de gebeurtenissen tot en met deel 9 van de manga omvat. Dit werd gevolgd door een vier uur durende vervolg tv-special, Nodame Cantabile New Year's Special in Europe, waarin verdere gebeurtenissen uit de manga worden aangepast nadat Chiaki en Nodame naar Parijs zijn verhuisd, uitgezonden op Fuji TV op 4 en 5 januari 2008. Deze werden geregisseerd door Hideki Takeuchi naar scenario's van Rin Etou, met Hiroshi Tamaki als Shinichi Chiaki en Juri Ueno als Megumi "Nodame" Noda.
De muziek werd verzorgd door Daisuke Mogi met originele muziek van Takayuki Hattori, met verschillende werken van klassieke muziek in elke aflevering. De orkestrale muziek werd uitgevoerd door Nodame Orchestra, dat bestond uit speciaal voor de liveaction-serie geselecteerde leden met professionele ondersteuning van het Tokyo Metropolitan Symphony Orchestra. Het orkest werd geleid door James DePriest, permanent dirigent van het Tokyo Metropolitan Orchestra, die later zijn naam en gelijkenis zou gebruiken in de Nodame-verhaallijn als muzikaal directeur van het fictieve Roux-Marlet Orchestra. Het openingsthema voor zowel de dramaserie als de special was het eerste deel ("Andante Cantabile") uit Beethovens Symfonie nr. 7, en het eindthema was Gershwins "Rhapsody in Blue", beide uitgevoerd door het Nodame Orchestra onder leiding van Toshiaki Umeda.
Een aflevering van PuriGorota: Uchū no Yūjō Daibōken (プリごろ太 宇宙の友情大冒険), de fictieve anime-serie waar Nodame naar kijkt, werd gemaakt door J.C.Staff voor het drama. De anime werd geschreven en geregisseerd door Ken'ichi Kasai, de regisseur van het eerste seizoen van de Nodame Cantabile anime. Segmenten van de PuriGorota anime werden getoond tijdens aflevering 4 van de Nodame Cantabile-serie. De volledige anime werd uitgebracht als extra DVD bij de Nodame Cantabile animeserie.
Op 4 mei 2009 werd de serie uitgezonden in de Filippijnen op het GMA Network. In Zuid-Korea werd het drama uitgezonden op het kabelkanaal van MBC, waar het een piek van 2% haalde, een record voor een buitenlands kabelprogramma.
Een Zuid-Koreaanse adaptatie getiteld Naeil's Cantabile met in de hoofdrollen Joo Won, Shim Eun-kyung en Park Bo-gum werd in 2014 uitgezonden op KBS2.

### Liveaction-films
Twee liveaction filmsequels op de serie met dezelfde acteurs werden geproduceerd. De eerste film kwam uit in december 2009, terwijl de tweede film in april 2010 werd uitgebracht. De opnames begonnen in mei 2009 en duurden vijf maanden, inclusief locatieopnames in Wenen.
In Japan bracht Nodame Cantabile: The Movie I ¥ 4,1 miljard op (€ 29,5 miljoen) en Nodame Cantabile: The Movie II een opbrengst van ¥ 3,72 miljard op (€ 26,6 miljoen) voor een totaalbedrag van ¥ 7,82 miljard (€ 56,3 miljoen) en behoren beide tot de top tien van de best verdienende binnenlandse films van 2010. Nodame Cantabile: The Movie II zou vanaf 2011 wereldwijd € 87.403.807 op hebben gebracht.

### Anime
Nodame Cantabile werd ook bewerkt tot een anime-televisieserie, geproduceerd door Fuji TV en geanimeerd door J.C.Staff. De serie werd uitgezonden op Fuji en aanverwante zenders in de Noitamina-tijd. Het eerste seizoen, getiteld Nodame Cantabile, werd uitgezonden in 23 afleveringen van 11 januari tot 28 juni 2007, en het tweede seizoen, getiteld Nodame Cantabile: Paris Chapter, werd uitgezonden in 11 afleveringen van 8 oktober - 18 december 2008. Beide seizoenen werden later ook in Japan uitgezonden op het satelliettelevisienetwerk Animax. Het eerste seizoen werd geregisseerd door Ken'ichi Kasai (de regisseur van de Honey and Clover anime) en het tweede seizoen door Chiaki Kon, met in de hoofdrollen Ayako Kawasumi als Megumi "Nodame" Noda en Tomokazu Seki als Shin'ichi Chiaki. Een original video animation (OVA) aflevering werd meegeleverd met de limited edition volume 22 van de manga toen het werd gepubliceerd in Japan op 10 augustus 2009, en een derde en laatste anime seizoen, genaamd Nodame Cantabile: Finale begon in januari 2010.
Op 6 februari 2009 kreeg de serie zijn Engelstalige televisiepremière op Animax Asia op haar netwerken in Zuidoost-Azië en Zuid-Azië, waarbij de serie werd uitgezonden met de originele Japanse audio en Engelse ondertiteling. Later werd er op 12 juni 2009 een Engelse dub van de serie uitgebracht met Kate Higgins als Megumi "Nodame" Noda en Doug Erholtz als Shin'ichi Chiaki.
De muziek werd voor beide seizoenen verzorgd door Suguru Matsutani. Net als bij het liveaction-serie werden in elke aflevering verschillende werken van klassieke muziek uitgevoerd door het Nodame Orchestra. Het openingsthema van het eerste seizoen was "Allegro Cantabile" van Suemitsu & The Suemith, en de eindthema's waren "Konna ni Chikaku de..." van Crystal Kay (aflevering 1-12), "Sagittarius" van Suemitsu & the Nodame Orchestra (aflevering 13-22), en "Allegro Cantabile" van Suemitsu & The Suemith (aflevering 23). Het openingsthema voor het tweede seizoen was "Sky High" door The Gospellers (met een melodie uit het derde deel ("Allegro Scherzando") van Rachmaninoffs Pianoconcert nr. 2), en het eindthema was "Tokyo et Paris" (東京 et Paris, letterlijk "Tokyo en Parijs") door Emiri Miyamoto x solita (met variaties op het thema uit Ravels Boléro). Het openingsthema voor het laatste seizoen is "Manazashi Daydream" door Yuu Sakai (met variaties op het thema uit Bachs Jesu, Joy of Man's Desiring) en het eindthema is "Kaze to Oka no Ballad (風と丘のバラード)" door Real Paradis met Nodame Orchestra.
Het eerste seizoen werd uitgebracht op 8 DVD's tussen april en november 2007. Een box set werd uitgebracht in februari 2008 met een extra 15 minuten durende OVA, die zich afspeelt tussen aflevering 8 en 9. De serie is gelicenseerd in Rusland en Zuid-Korea. De eerste DVD van het tweede seizoen werd uitgebracht op 24 december 2008.

#### Rolverdeling
| Personage            | Japanse stem     | Engelse stem           |
| -------------------- | ---------------- | ---------------------- |
| Megumi Noda          | Ayako Kawasumi   | Kate Higgins           |
| Shin'ichi Chiaki     | Tomokazu Seki    | Doug Erholtz           |
| Kiyora Miki          | Sanae Kobayashi  | Colleen O'Shaughnessey |
| Franz von Stresemann | Shinji Ogawa     | Terrence Stone         |
| Ryutaro Mine         | Shinji Kawada    | Grant George           |
| Yasunori Kuroki      | Masaya Matsukaze | Joe Cappelletti        |
| Masumi Okuyama       | Yoshinori Fujita | Steve Staley           |

### Muziek
Verschillende albums met klassieke muziek zijn uitgebracht in samenwerking met Nodame Cantabile. Sommige waren promotionele banden met de manga, terwijl andere soundtrack albums zijn voor de live-action- en animeseries.
- Nodame Cantabile - Uitgebracht in september 2003 (ISBN B0000C4GLG), met delen van muziek van Rachmaninov, Liszt, Brahms, Gershwin, Beethoven en Chopin die worden uitgevoerd door de personages uit de mangaserie. De uitvoerders waren onder meer de Wiener Philharmoniker, het London Symphony Orchestra en de Berliner Philharmoniker.
- Nodame Cantabile Selection CD Book - Gepubliceerd op 10 augustus 2005, door Kodansha (ISBN 978-4-06-364646-7) als een boek met begeleidende CD. De CD bevat werken van Beethoven, Rachmaninov, Gershwin, Liszt, Mozart, Debussy, Ravel en Richard Strauss die worden uitgevoerd door personages uit de mangaserie. Het boek bevat commentaren van muziekcriticus Sakuma.
- Brahms Symphony Number 1: Nodame Cantabile - Uitgebracht in september 2005 door King Records (ISBN B000ALJ16S), met opnames van Brahms' Symfonie Nr. 1 en Schuberts Symfonie Nr. 8 "Onvoltooid", die in de serie worden uitgevoerd door het R☆S Orkest. Eind oktober 2005, de maand na de release, waren er 50.000 exemplaren verkocht.
- Nodame Cantabile Selection CD Book vol.2 - Gepubliceerd in augustus 2006 door Kodansha (ISBN 978-4-06-364666-5), met muziek die verscheen in de mangaserie sinds de release van het eerste Selection CD Book, waaronder stukken van Berlioz, Ravel, Stravinsky, Franck, Dukas, en Mozart. Het boek bevat commentaar van hoboïst en dirigent Daisuke Mogi en muziekprofessor Osawa Tetsu.
- Nodame Orchestra LIVE! - Uitgebracht op 15 november 2006 (ISBN B000I5YAD0) als een 2-CD soundtrack voor de liveaction-serie zoals uitgevoerd door het Nodame Orchestra. Het bevat werken van Beethoven, Gershwin, Mozart, Brahms, Pablo de Sarasate, Bach, Chopin, Debussy, Stravinsky en Schubert. Dit bereikte nummer zeven op de Oricon hitlijst.[30]
- Nodame Orchestra STORY! - Uitgebracht op 21 februari 2007 (ISBN B000M7XSPU) als een 2-CD soundtrack van het eerste seizoen van de animeserie, opnieuw uitgevoerd door het Nodame Orchestra. Het bevatte werken zoals die zouden worden uitgevoerd door de fictieve studentenensembles S Orchestra, A Orchestra en R☆S Orchestra. Het bevat werken van Beethoven, Mozart, Chopin, Bartók, Dvořák, Gershwin, Rachmaninov, André Jolivet, Listz, Saint-Saëns, Elgar, Bach, Brahms, Schubert, Debussy, Schumann, Stravinsky en de Sarasate.
- Nodame Cantabile Selection CD Book vol.3 - Uitgebracht in augustus 2008 (ISBN 978-4-06-364666-5), met muziek die verscheen in de volumes 16-20 van de mangaserie, sinds de release van het tweede Selection CD Book. Het bevat werken van Rossini, Chopin, Tsjaikovski, Bach en Debussy.
- Nodame Cantabile: Paris Chapter - Uitgebracht op 15 oktober 2008 (ISBN B001DNF70Q) als 2-CD soundtrack van het tweede seizoen van de animeserie, opnieuw uitgevoerd door het Nodame Orchestra.

Daarnaast is Nodame Cantabile Special BEST! uitgebracht in december 2007, een "best-of" compilatie van de populairste werken van deze albums tot nu toe.

### Computerspellen
In Japan zijn drie Nodame Cantabile-spellen uitgebracht:
- Nodame Cantabile voor Nintendo DS, uitgebracht op 19 april 2007, door Namco Bandai Games.[31]
- Nodame Cantabile voor PlayStation 2, uitgebracht op 19 juli 2007 door Banpresto.[32]
- Nodame Cantabile: Dream Orchestra (のだめカンタービレ ドリーム☆オーケストラ) voor Wii, uitgebracht op 27 december 2007, door Namco Bandai Games.[33]

## Ontvangst
De manga van Nodame Cantabile ontving in 2004 de Kodansha Manga Award voor shōjo manga, en was een juryaanbeveling op zowel de 2005 als de 2008 Japan Media Arts Festivals. Het was een finalist voor de Tezuka Osamu Cultural Prize in 2005 en 2006, maar won die uiteindelijk niet. In 2006 werd de Engelse vertaling door de New York Public Library uitgeroepen tot een van de ''Boeken voor de Tienerleeftijd''. De serie verkocht 2,8 miljoen exemplaren in 2008, waardoor het de 8e best verkochte mangaserie in Japan was dat jaar. Volume 17 was de derde best verkopende manga op de Oricon-hitlijst voor 2007, en volumes 20 en 21 waren de 6e en 7e best verkopende manga op Oricon voor 2008, met een verkoop van elk 1,2 miljoen exemplaren. Volgens een Oricon enquête voor mannen en vrouwen van 10-40 jaar, was Nodame Cantabile de tweede "meest interessante" mangaserie gepubliceerd in 2008. De serie en de bijbehorende muziekalbums worden gecrediteerd voor het verhogen van de verkoop van klassieke muziek in Japan. Als geheel is de serie een bestseller in Japan, met meer dan 37 miljoen verkochte exemplaren in maart 2015.
De Engelse vertaling van Nodame Cantabile is geprezen om zijn eigenzinnige, interessante personages, gevoel voor humor en schone kunst. Dirk Deppey in The Comics Journal prees Ninomiya's verhaal, en zei dat ze "een goed gevoel heeft voor wanneer je de hoogte- en dieptepunten met precies de juiste noot moet accentueren, en begrijpt dat je dit alleen kunt doen door zulke noten niet vaak te raken", wat resulteert in "een ingetogen soap" die "een naadloze en plezierige vertelervaring" is. Recensenten noemen Ninomiya's karakterontwikkeling subtiel, terwijl ze opmerken dat het de interacties tussen de personages zijn die het verhaal sturen, en dat "elk personage een echt en blijvend effect heeft op anderen." Recensenten noemen ook Ninomiya's vermogen om "scènes van mensen die muziek spelen die niemand kan horen" en haar gevoel voor humor als factoren in de aantrekkingskracht van de serie. Ninomiya is bekritiseerd omdat ze niet goed omgaat met overgangen tussen verhaallijnen, omdat ze de personages soms het verhaal laat ontsporen, en omdat de kunst en achtergronden soms te eenvoudig zijn. Rachel Thorn bekritiseerde de Engelse vertaling vanwege onnauwkeurigheden in de toon.
De liveaction-serie ontving de Japanse Drama Academy Awards voor Beste Drama, Beste Hoofdrolspeelster (Juri Ueno), Beste Regie (Hideki Takeuchi), Beste Muziek (Takayuki Hattori), en Beste Titelmuziek in 2007. De show werd ook in het buitenland erkend als Beste Miniserie op het 2e Seoul Drama Festival. Juri Ueno werd ook uitgeroepen tot Beste Nieuwkomer op de Élan d'or Awards voor haar optreden, en het volgende jaar werd ze uitgeroepen tot Beste Actrice op het International Drama Festival in de Tokyo Awards voor het hernemen van haar rol als Nodame in de televisiespecial. De Nieuwjaarsspecial kreeg in Europa een gemiddelde huishoudelijke waardering van 20,3% en 21,0% voor de twee avonden dat het in Japan werd uitgezonden, waardoor het de hoogst gewaardeerde afleveringen van de week waren. Het eerste soundtrackalbum voor de serie, Nodame Orchestra LIVE!, bereikte de zevende plaats op de Oricon-hitlijst en brak daarmee het record voor het hoogst genoteerde klassieke muziekalbum.
De openingsaflevering van de animeserie brak het record voor kijkcijfers voor zijn tijdslot. Het eerste DVD volume bereikte nummer 3 op de Oricon-hitlijst voor anime in de week van verkoop.
Hoewel de anime niet in het Engels is gelicenseerd, is het toch opgemerkt door Engelse recensenten, die de karakterontwikkeling en chemie, de balans tussen drama en komedie, het stemacteren en vooral de muziek prezen - zowel de uitvoeringen als de manier waarop het werd gepresenteerd. Recensenten klaagden wel dat het visuele ontwerp van sommige secundaire personages te veel op elkaar leek.
In 2006 opende een café gebaseerd op Nodame Cantabile in Harajuku, Tokio, met live muziek uit de liveaction-serie en decors uit de show.